# Viola arborescens
Viola arborescens är en violväxtart som beskrevs av Carl von Linné. Viola arborescens ingår i släktet violer, och familjen violväxter. Inga underarter finns listade i Catalogue of Life.

## Bildgalleri

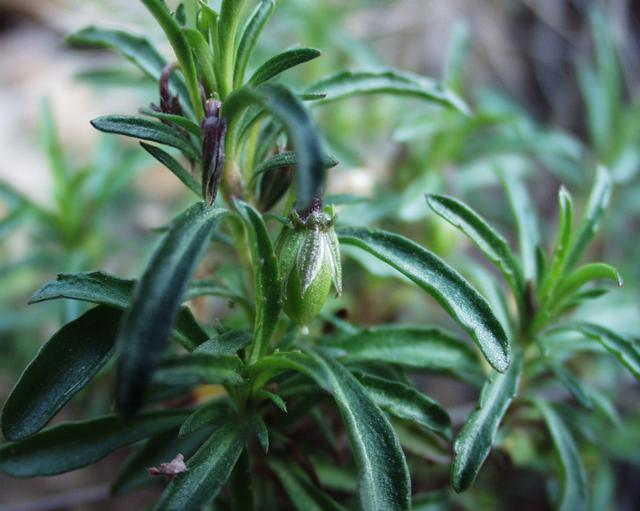